# Пігмеї (міфологія)

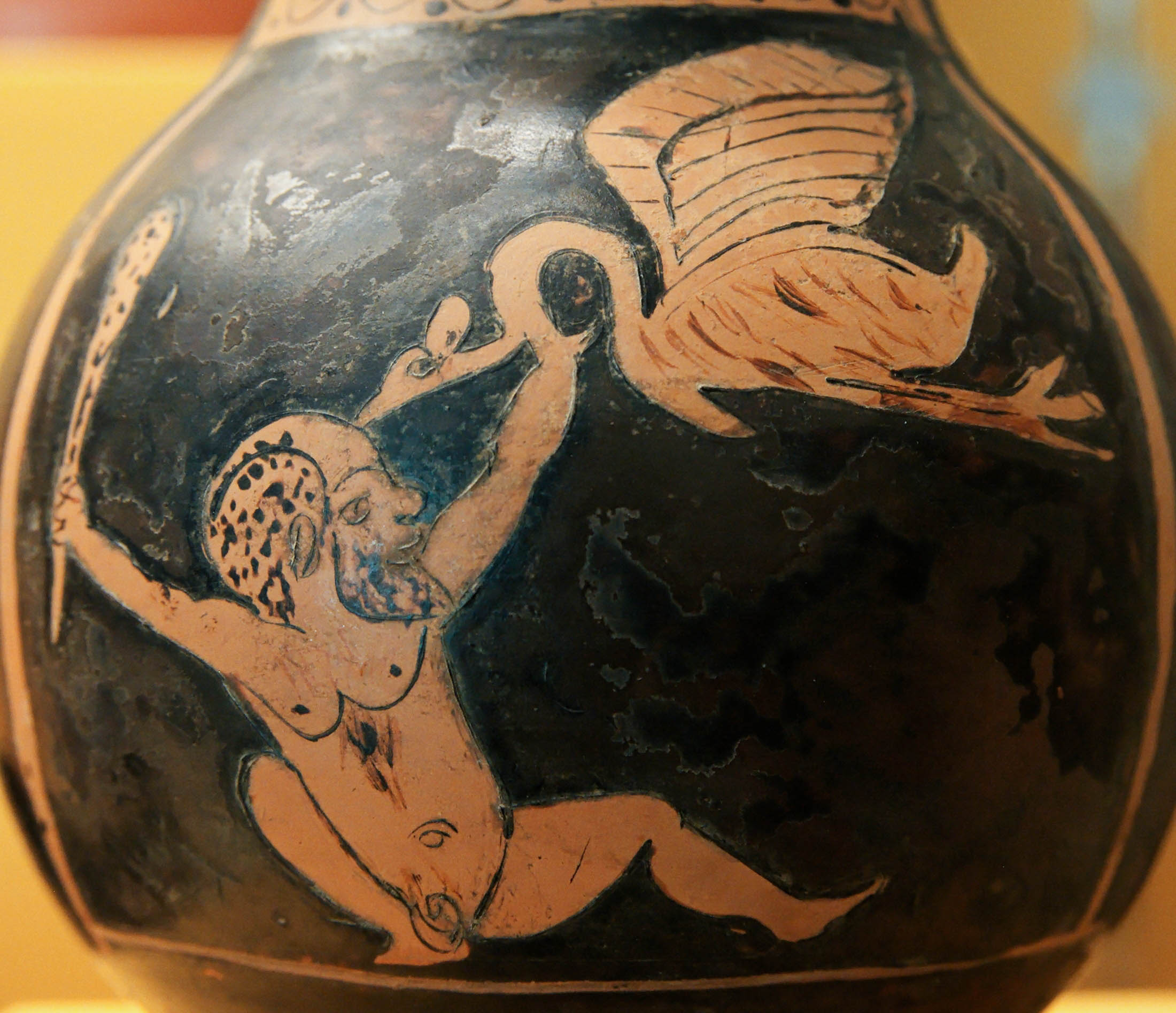
Пігмей бореться із журавлем

Пігме́ї (дав.-гр. Πυγμαῖοι) — за уявленнями давніх греків, люди заввишки з лікоть.
У грецьких міфах про пігмеїв розповідається як про людей, що жили в Індії, в Лівії, в казкових країнах. За «Іліадою», пігмеї жили на південному узбережжі Океану і щоосені воювали з журавлями, що летіли на південь. Очевидно, давні перекази про пігмеїв є відгомоном реальних відомостей про низькорослих людей Африки та деяких островів Індійського океану.
У переносному вживанні пігмей — нікчемна, жалюгідна людина.